# 立新乡 (永修县)
立新乡，是中华人民共和国江西省九江市永修县下辖的一个乡镇级行政单位。

## 行政区划
立新乡下辖以下地区：
中村、岭南村、北徐村、坂上村、鄢湾村、桥头村、后岗村、杨春村、车溪村、黄婆井村、竹岭村、南岸新村、七里村和立新林场生活区。